# مؤسسه فناوری نیوجرسی

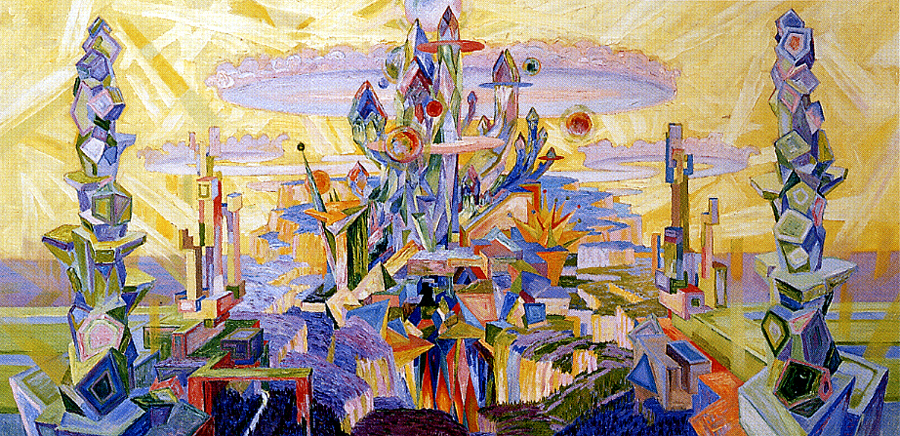
یکی از تابلوهای کتابخانهٔ دانشگاه

مؤسسۀ فناوری نیوجرسی (به انگلیسی: New Jersey Institute of Technology) یک دانشگاه تحقیقاتی دولتی در نیوآرک واقع در ایالت نیوجرسی آمریکا است که در سال ۱۸۸۱ میلادی تأسیس شده‌است.
این دانشگاه در مجاورت دانشگاه معتبر راتگرز در شهر نیوآرک قرار دارد. رشته‌های مؤسسه فناوری نیوجرسی بیشتر مهندسی بوده و این دانشگاه در رشته معماری جز دانشگاه‌های مطرح آمریکا می‌باشد و در رشته‌های مهندسی و علوم در میان کارفرمایان آمریکایی دارای اعتبار بسیار بالایی است. دانشکده کسب‌وکار مارتین تاکمن یکی از مراکز تحقیقاتی اصلی در حوزه تحلیل حباب‌های اقتصادی و پیش‌بینی شکست‌های مالی و اقتصادی سیستم‌های کسب‌وکار در آمریکا بوده و توسط برخی مؤسسات مالی بزرگ مانند Lehman Brothers حمایت مالی می‌گردد.
این دانشگاه دارای ۱۲۶ رشته در سطح کارشناسی و تحصیلات تکمیلی دانشجو می‌پذیرد.
این دانشگاه در سطح‌بندی انجام گرفته توسط اداره ارزشیابی مدارک وزارت علوم ایران جز دانشگاه‌های «گروه الف (ممتاز)» ارزیابی گردیده است.